# Амі (Ібаракі)

36°1′51″ пн. ш. 140°12′54″ сх. д. / 36.03083° пн. ш. 140.21500° сх. д.
А́мі (яп. 阿見町, あみまち, МФА: [amʲi mat͡ɕi̥]) — містечко в Японії, в повіті Інасікі префектури Ібаракі. Станом на 1 жовтня 2007 площа містечка становила 64,97 км². Станом на 1 серпня 2008 населення містечка становило 47 762 осіб.

## Освіта
- Ібарацький університет (додатковий кампус)